# Липецк (телерадиокомпания)
Государственная телевизионная и радиовещательная компания «Ли́пецк» — филиал ФГУП «Всероссийская государственная телевизионная и радиовещательная компания» в Липецкой области.
В период с весны 1992 г. по 2006 г. существовало как самостоятельное юридическое лицо ФГУП ГТРК «Липецк», учредителем которого было ФГУП «ВГТРК». 23 ноября 2006 г. прекращена его деятельность путем реорганизации в форме присоединения к ФГУП «ВГТРК», ставшего его правопреемником.

## История организации
Приказом Липецкого областного управления культуры от 13 марта 1954г. № 31 организован отдел радиоинформации управления культуры. Первые программы эфирного радиовещания были в основном информационными - они рассказывали о новостях экономики, общественной,
политической и культурной жизни Липецкой области. 16 мая 1957г. был образован Государственный комитет по радиовещанию и телевидению при Совете Министров СССР, приказом которого от 26 декабря 1957г. № 426 на базе отдела радиоинформации организуется редакция радиовещания при Липецком облисполкоме с подчинением вышеназванному комитету. Основной задачей редакции была организация ретрансляций радио и телепередач Центрального вещания для населения города и области. Приказом Госкомитета по радиовещанию и телевидению при СМ СССР от 12 августа 1961г. № 1332 Липецкая областная редакция радиовещания преобразована в Комитет по радиовещанию и телевидению Липецкого облисполкома. В каждом районе были созданы нештатные редакции, которые одновременно являлись корреспондентскими пунктами областного радио. На основании постановления СМ РСФСР от 23 декабря 1970г. № 709 решением Липецкого облисполкома от 31 декабря 1970г. № 985 комитет по радиовещанию и телевидению преобразован в комитет по телевидению и радиовещанию облисполкома. В связи с реорганизацией местных телерадиоорганизаций Российской Федерации постановлением главы администрации Липецкой области от 7 февраля 1992г. № 79 Комитет по телевидению и радиовещанию упразднен и образована Государственная телевизионная и радиовещательная
компания «Липецк» -правопреемник упраздненного комитета. Учредителем её стали Министерство печати и информации Российской Федерации и Администрация Липецкой области. В соответствии с Указом Президента РФ от 8 мая 1998 г. № 511 «О совершенствовании
работы государственных электронных средств массовой информации» и постановлением Правительства от 27 июля 1998 г. № 844 ГТРК «Липецк» преобразована в Федеральное государственное унитарное предприятие «Государственная телевизионная и радиовещательная компания «Липецк» - дочернее предприятие ВГТРК. На основании постановления Правительства РФ от 26 февраля 2004г. № 111 приказом ФГУП ВГТРК от 15 декабря 2004г. № 429 в г. Липецке был создан филиал Федерального государственного унитарного предприятия «Всероссийская государственная телевизионная и радиовещательная компания» – «Государственная телевизионная и радиовещательная компания «Липецк» (ГТРК «Липецк»).

## История местного телерадиовещания
Вплоть до 1963 г. вещание шло через Воронежский радиоцентр на частотах длинно- и средневолнового диапазона: 530 м (565,6 кГц) днём (с декабря 1956 г. — 388,1 м (774 кГц), 1181 м (253,8 кГц) вечером. С 1 июня 1963 г. после строительства Липецкого ОРТПЦ местное радио начало работы в УКВ-диапазоне (частоты 4,41 м (68,09 МГц) и 4,51 м (66,53 МГц), отключенные в 2017 г.).
С 28 декабря 1992 года ведёт местные телепередачи на частотах канала «Россия» (ретрансляцию 1-ю программы Центрального телевидения осуществляла с декабря 1960 года, 2-й (с августа 1976 г. по декабрь 1981 г. — 4-й программы ЦТ Центрального телевидения) — с февраля 1974 года), с 1994 по 2016 гг. по воскресеньям осуществляет эфир на 12 ТВК, где в разное время вещали: с 1990 по 1992 гг. — Образовательная программа ЦТ, с 1994 по 2002 гг. — "ТВ-6 Москва", с 2002 по 2016 гг. — РЕН ТВ и Россия-24 .

## Информационные выпуски
ГТРК «Липецк» специализируется на информационном телевещании. «Вести-Липецк» выходят в эфир на телеканале «Россия-1» по будням с восьми информационными блоками в утреннем формате, в 09:00 — тридцатиминутном и 14:30 — двадцатипятиминутном. В 21:05, в пятнадцатиминутном прайм-тайме, — главные новости региона. По субботам «Вести-Липецк» выходят в эфир дважды, в 08:00, с 35-минутными выпусками. В 08:20 по субботам выходит выпуск «Вести-Липецк. Дежурная часть».

## Программа «Вести-Липецк»
14 выпусков «Вести-Липецк» в сутки позволяют оперативно информировать население региона. Зрители имеют возможность получить объективную информацию из любого уголка нашей области. Новости областного центра и новости из районов сбалансированы. Региональные новости посвящены не только местным событиям, но и отражают явления и процессы федерального масштаба.
В воскресенье в 08:00 информационно-аналитическая программа «Местное время. Воскресенье» сообщает о главном в специальных репортажах как «по поводу», так и «на тему». Сведения о реалиях, позициях и мнениях аудитория получает из субботних и воскресных (телеканал «Россия-24») эфиров. В выходные липчане и все жители региона уже привыкли видеть такие передачи как «Наша жизнь», «По поводу», «Земля и люди», «С чего начинается Родина…», «Стадион». На телеканале «Россия-24» выходят передачи «Вести-Экономика», «Вести-Медицина», «Вести-Интервью», «Вести-Наука», «Вести-Культура» и др.
В 2013 году, в преддверии 60-летнего юбилея Липецкой области, в региональном блоке тематического телевещания ГТРК «Липецк», по субботам, в 08:20, на телеканале «Россия-1», еженедельно выходят в эфир передачи двух масштабных циклов: «Вехи в истории Липецкой области» (об образовании, становлении и развитии всех отраслей экономического механизма, социальной сферы региона), и «Имена в судьбе Липецкой области» (о людях-легендах, о тех, кто внес достойный вклад в создание региона, в его развитие).

## Объёмы телевещания
Объёмы телевещания — 550,3 часов в год на телеканале «Россия-1» с 99,86 % охватом населения области и 520 часов в год на телеканале «Россия-24».
Информация о событиях в Липецкой области в одиннадцати информационных выпусках по будним дням, в трех информационных выпусках по субботам, в информационно-аналитическом выпуске «Вести-Липецк. События недели» по воскресеньям. Тематические передачи на телеканале «Россия-1» выходят в эфир по субботам. Региональный блок вещания в рамках телеканала «Россия-24» — 08:00-08:30 (15:00-15:30 по понедельникам), 17:30-18:00, 21:00-21:30 по будням, 21:00-21:30 по субботам и 13:00-14:00 по воскресеньям на 7 канале в цифровом формате (в первом мультиплексе).

## Объёмы радиовещания
Объём радиовещания — 697,6 часа на радиоканале «Радио России» и по проводному вещанию с 98-процентным охватом населения области. Информация о событиях в Липецкой области передаётся в шести информационных выпусках по будням, и двух по выходным дням, а также в информационно-аналитических передачах, включая воскресенье. На канале радио «Маяк» в Липецкой области — на частоте 106,6 МГц в FM-диапазоне (в Ельце — 101,2 Мгц) — региональные новости и радиопередачи выходят 15 раз в день, каждые 10 минут в конце каждого часа, а также по 6 раз по субботам и воскресеньям. Ведущие радио «Маяк» в Липецке встречаются с интересными людьми, затрагивают важные темы, касающиеся здоровья, спорта, туризма.
«Вести FM Липецк» — на частоте 90,3 FM-диапазона выходят выпуски новостей и программа «Экспертное мнение» в 07:57, 12:45, 17:57 и 21:45

## Теле- и радиоканалы
- Телеканал «Россия-1 Липецк»
- Телеканал «Россия-24 Липецк»
- Интернет-Телеканал «Липецк 24»
- Радиоканал «Радио России Липецк»
- Радиоканал «Радио Маяк Липецк»
- Радиоканал «Вести FM Липецк»

## Руководство
Дергунова Елена Игориевна — директор филиала ФГУП ВГТРК «ГТРК „Липецк“».